# جيمس بارنت (سياسي)
جيمس بارنت هو سياسي أمريكي، ولد في 18 مايو 1810، وتوفي في 23 يوليو 1874. نشط حزبياً في الحزب الجمهوري. وقد انتخب عضو جمعية ولاية نيويورك ‏ وانتخب عضو مجلس ولاية نيويورك ‏.